# Liste der Werke von Nikolai Jakowlewitsch Mjaskowski

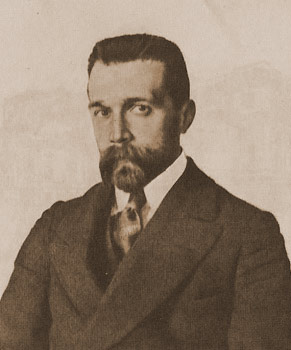
Nikolai Mjaskowski (1912)

Der Komponist Nikolai Jakowlewitsch Mjaskowski veröffentlichte seine Kompositionen unter den Opuszahlen 1 bis 87, darüber hinaus sind etwa 40 Werke ohne Opuszahl sowie 10 Bearbeitungen von Werken anderer Komponisten bekannt. Der Aufstellung hier liegen die Auflistung von S. Gulinskaja, Onno van Rijen und der offiziellen Mjaskowski-Website zu Grunde.
Die Sortierung der Werke wird von den Quellen folgendermaßen vorgenommen: Onno van Rijen ordnet die Werke ohne Opuszahl sowie die Bearbeitungen von Werken anderer Komponisten zeitnahen Werken als Zusatz zu (beispielsweise 6A), die Frühwerke sind unter Opus 0 zusammengefasst. Die untenstehende Liste basiert auf dieser Sortierung. Gulinskaja verwendet für die Werke ohne Opuszahl eine Nummerierung von 1 bis 40, die Bearbeitungen von Werken anderer Komponisten sind unter den Nummern 1 bis 10 aufgeführt. Diese Bezeichnungen sind in der untenstehenden Liste in Klammern hinter der Opuszahl aufgeführt. Die offizielle Mjaskowski-Website benutzt für die Werke ohne Opuszahl keine Nummerierung, die Bearbeitungen von Werken anderer Komponisten sind unter T1 bis T10 aufgeführt. Diese Bezeichnungen sind in der untenstehenden Liste in Klammern hinter der Opuszahl aufgeführt. Werke, die ausschließlich in dieser Auflistung enthalten sind, sind in der untenstehenden Liste ohne Opuszahl zeitnah eingeordnet.

## Übersicht
Mjaskowskis Opus umfasst folgende Werke:
- 27 Sinfonien
- 2 sinfonische Dichtungen
- 3 Sinfonietten
- 4 Instrumentalkonzerte
- 2 Kantaten
- Mehrere Ouvertüren, Märsche und kleinere Stücke für Streich-, Blas- und Sinfonieorchester
- 13 Streichquartette
- 2 Violoncellosonaten
- 1 Violinsonate
- 9 Klaviersonaten
- 1 Klaviersonatine
- Mehrere kleinere Stücke für Klavier
- Mehrere Lieder und Liederzyklen
- 10 Bearbeitungen von Werken anderer Komponisten

Die Werke lassen sich zeitlich folgendermaßen gliedern:
Frühphase
Die Werke der Frühphase orientieren sich stark an der Musik der russischen Romantik. Sie entstanden in den Jahren 1896 bis 1906 vor Mjaskowskis Eintritt in das Sankt Petersburger Konservatorium. Viele der größtenteils unveröffentlichten Werke verarbeitete der Komponist später in anderen Stücken.
Zeit am Konservatorium und vor dem Ersten Weltkrieg
Die Werke, die in den Jahren 1906 bis 1914 entstanden, tragen nach Mjaskowskis eigener Aussage den „Stempel eines tiefen Pessimismus“. Es sind größtenteils Studienwerke und erste veröffentlichte Kompositionen.
Nach dem Ersten Weltkrieg
In den Kompositionen, die unmittelbar nach dem Ersten Weltkrieg entstanden, verarbeitete Mjaskowski seine Erlebnisse von der Front und des Bürgerkriegs. Erste Erfolge hatte der Komponist mit den Aufführungen einiger sinfonischer Werke. Aus dieser Zeit stammt auch seine bedeutendste Komposition, die sechste Sinfonie in es-Moll op. 23. Die Musik wird in dieser Phase immer experimenteller und teilweise atonal.
Vor dem Zweiten Weltkrieg
Etwa ab 1932 ging Mjaskowski auf die Forderungen des Sozialistischen Realismus ein. Seine Musik wird wieder romantischer und ist von einfacher Melodik geprägt. In dieser Zeit hatte Mjaskowski seinen Ruf als Komponist und Pädagoge in Moskau bereits gefestigt.
Flucht und Zweiter Weltkrieg
Mit dem Eintritt der Sowjetunion in den Zweiten Weltkrieg floh Mjaskowski ins russische Landesinnere und lernte auf diesem Weg viele Volkslieder der russischen Völker kennen. Diese verarbeitete er in seinen Werken.
Letzte Jahre
In den letzten Jahren wurde Mjaskowskis Tonsprache sehr melancholisch. Als einziger derjenigen, die 1948 dem Formalismusvorwurf ausgesetzt waren, entschuldigte er sich nicht öffentlich. Trotzdem rehabilitierte er sich schnell wieder und seine 27. Sinfonie in c-Moll op. 85, sein letztes sinfonisches Werk, wurde postum und im Gedenken an ihn 1950 aufgeführt.

## Werkverzeichnis
| Opus             | Titel | Besetzung                                                   | Komponiert    | Anmerkungen |
| ---------------- | --- | ----------------------------------------------------------- | ------------- | --- |
| 0A (1)           | Zehn (oder Zwölf) Präludien | Klavier                                                     | 1896 bis 1898 | unveröffentlicht |
| 0B (2)           | Vier Präludien - Nr. 1 in G-Dur - Nr. 2 in D-Dur - Nr. 3 in As-Dur - Nr. 4 in e-Moll | Klavier                                                     | 1899          | unveröffentlicht |
| 0C (3)           | Zwei Präludien - Nr. 1 in fis-Moll - Nr. 2 in D-Dur | Klavier                                                     | 1900          | unveröffentlicht |
| 0D (4)           | Präludium in cis-Moll | Klavier                                                     | 1901          | unveröffentlicht |
| ohne             | „Flofion“, Heft 1: Sechs Präludien - 1. Allegretto pastorale in D-Dur (1899) - 2. Andante in As-Dur (1899) - 3. Lento espressivo in e-Moll (1899) - 4. Andante in fis-Moll (1900) - 5. Allegro molto in h-Moll (1900) - 6. Lento irato in gis-Moll (1901) | Klavier                                                     | 1899 bis 1901 | unveröffentlicht; dieses Werk ist nur auf der offiziellen Mjaskowski-Website verzeichnet und als erstes „Flofion“-Heft ausgegeben |
| 0E (5)           | Fantasie in f-Moll | Klavier                                                     | 1903          | unveröffentlicht |
| 0F (6)           | Zwei Romanzen auf Worte von Pomjalowski und A. Tolstoi - Nr. 1: „Уж широкие тени“ (Pomjalowski) - Nr. 2: „Не пенится море…“ (Tolstoi) | Singstimme und Klavier                                      | 1903          | unveröffentlicht |
| 0G (7)           | Idylle in F-Dur | Klavier                                                     | 1904          | unveröffentlicht |
| 0H (8)           | Zwei Fantasien - Nr. 1 in cis-Moll - Nr. 2 in D-Dur | Klavier                                                     | 1904          | unveröffentlicht |
| 0I (9)           | „Тишина“ („Die Stille“), Romanze auf Worte von L. Melschin | Singstimme und Klavier                                      | 1904          | unveröffentlicht |
| 0J (10)          | Klaviersonate in e-Moll | Klavier                                                     | 1905          | unveröffentlicht |
| 0K (11)          | Scherzando | Klavier                                                     | 1905          | unveröffentlicht |
| 0L (12)          | Zwei Romanzen auf Worte von A. Maikow und W. Shakespeare | Singstimme und Klavier                                      | 1905          | unveröffentlicht |
| 0M (13)          | „Flofion“, Heft 2 (1): Acht (Sechs) Skizzen - 1. Prelude. Largo pesante in C-Dur - 2. Quasi menuetto. Andantino grazioso in F-Dur - 3. Canzonina. Andante in fis-Moll - 4. Rondoletto scherzoso. Vivace e tenebroso in C-Dur - 5. Legende. Largo in gis-Moll - 6. Bagatelle. Allegretto in D-Dur - 7.? - 8.? | Klavier                                                     | 1906          | unveröffentlicht; S. Gulinskaja gibt acht Sätze an, von denen die Nr. 6 und 7 in op. 11, 28, 31, 58, 69, 73 und 74 verarbeitet wurden; auf der offiziellen Mjaskowski-Website sind nur sechs Sätze aufgelistet. |
| 0N (14)          | „Flofion“, Heft 3 (2): Vier (Sechs) Skizzen - 1. Fete profane. Allegro non troppo, fastoso in h-Moll - 2. Chant apocriphe. Andante in b-Moll - 3. Petite gavotte. Allegretto grazioso in Fis-Dur - 4. Plein-air. Lento quieto in dis-Moll - 5. Quasi Rigaudon. Allegro in Es-Dur - 6. Fughette. Poco grave, freddo in g-Moll | Klavier                                                     | 1906 bis 1907 | unveröffentlicht; S. Gulinskaja gibt vier Sätze an, von denen Nr. 3 in op. 10 und 68 verarbeitet wurde; auf der offiziellen Mjaskowski-Website sind sechs Sätze aufgelistet. |
| 0O (15)          | Klaviersonate in c-Moll in einem Satz | Klavier                                                     | 1907          | unveröffentlicht |
| 0P (16)          | Klaviersonate in G-Dur in einem Satz | Klavier                                                     | 1907          | unveröffentlicht; 1909 zu op. 9A verarbeitet |
| 0Q               | Streichquartett in F-Dur | Streichquartett                                             | 1907          | unveröffentlicht; dieses Werk findet sich nur in der Aufzählung von Onno van Rijen |
| 1                | „Размышления“ („Betrachtungen“), Sieben Gedichte von J. Baratynski - 1. Мой дар убог - 2. Чудный град - 3. Муза - 4. Болящий дух врачует песнопенье - 5. Бывало отрок звонким криком - 6. Наяда - 7. Очарованье красоты в тебе | Singstimme und Klavier                                      | 1907          | ab der zweiten Ausgabe 1929 fehlt die Nr. 4. |
| 2                | „Из юношеских лет“ („Aus den Jugendjahren“), Zwölf Romanzen auf Worte von K. Balmont | Singstimme und Klavier                                      | 1903 bis 1906 | 1945 zu einem Zyklus zusammengefügt |
| 3                | 1. Sinfonie in c-Moll - 1. Lento ma non troppo. Allegro - 2. Larghetto - 3. Allegro assai e molto risoluto | Sinfonieorchester                                           | 1908          | 1921 überarbeitet |
| 4                | „На грани“ („Auf der Grenze“), Achtzehn Romanzen auf Worte von Sinaida Gippius - 1. Пьявки - 2. Ничего - 3. В гостиной - 4. Серенада - 5. Пауки - 6. Надпись на книге - 7. Мгновение - 8. Страны уныния - 9. Стук - 10. «Тетрадь любви» - 11. Христианин - 12. Другой христианин - 13. Луна и туман - 14. Пыль - 15. Цветы ночи - 16. Нескорбному учителю - 17. Кровь - 18. Предел | Mittlere und tiefe Singstimme mit Klavier                   | 1904 bis 1908 | |
| 5                | „Из З.Гиппиус“, drei Gesänge auf Verse von Sinaida Gippius - 1. Противоречия - 2. Однообразие - 3. Круги | Singstimme und Klavier                                      | 1905 bis 1908 | Widmung: „Für Modest Ljudwigowitsch Hofman“ |
| 6                | 1. Klaviersonate in d-Moll - 1. Moderato assai ed espressivo - 2. Allegro affanato - 3. Largo espressivo - 4. Non allegro. Allegro | Klavier                                                     | 1907 bis 1909 | Widmung: „Für Frau N. L. Hofman“ |
| 6A (17)          | „Flofion“, Heft 4 (3): Zwölf Scherze (Skizzen) - 1. Preludiette. Andante semplice in f-Moll - 2. Danse buriesque. Festevole in B-Dur - 3. Valsette. Poco andantino in fis-Moll - 4. Berceuse. Lentamente in a-Moll - 5. Bouderie. Allegro mormorando in b-Moll - 6. Aux champs. Lento in gis-Moll - 7. Pensee. Sostenuto in e-Moll - 8. Desespoir. Molto largo, con afflitto in es-Moll - 9. Marche lent. Andantino in D-Dur - 10. L’oiseau. Poso andantino in e-Moll - 11. Barcarolle. Moderato in E-Dur - 12. Scherzo. Vivace e fantastico in a-Moll | Klavier                                                     | 1907          | |
| 6B (18)          | „Flofion“, Heft 5 (4): Zwölf (Zehn) Scherze (Skizzen) - 1. Duettino. Andante semplice in a-Moll - 2. Melancolie. Sostenuto assai in e-Moll - 3. Chant. Andante deloroso in e-Moll - 4. Grotesque. Irato, con impeto in C-Dur - 5. Nocturne. Lento assai e lugubre in h-Moll - 6. Reve d’hiver. Poco allegro in g-Moll - 7. Phrase. Quieto in G-Dur - 8. Madrigale. Andantino amoroso in Es-Dur - 9. Interlude. Lento a piacere in e-Moll - 10. Idylle. Tranquille in A-Dur - 11. Conte mistique. Largo narrante in f-Moll - 12. Variations intimes. Semplice in D-Dur | Klavier                                                     | 1907 bis 1908 | S. Gulinskaja gibt zehn Sätze an. Auf der offiziellen Mjaskowski-Website sind zwölf Sätze aufgelistet. |
| 6C (19)          | 26 Fugen | Klavier                                                     | 1907 bis 1908 | unveröffentlicht; die ersten drei wurden in op. 43 verwendet |
| 6D (20)          | Drei Stücke | Klavier                                                     | 1908          | zwei Stücke wurden in op. 43 verwendet |
| 7                | „Madrigal“, Suite nach fünf Gedichten von Balmont - 1. Prelude - 2. Romance - 3. Interlude - 4. Romance - 5. Postlude | Singstimme und Klavier                                      | 1908 bis 1909 | 1925 überarbeitet |
| 8                | Drei Skizzen auf Worte von Wjatscheslaw Iwanowitsch Iwanow - 1. Гроза (Der Sturm) - 2. Долина-храм (Tempel-Tal) - 3. Пан и Психея (Pan und Psyche) | Singstimme und Klavier                                      | 1908          | Widmung: „Für J. W. und W. W. Dershanowski“. |
| 8A (21)          | Zwei Romanzen auf Worte von Iwanow und Fet - 1. Цветы (Iwanow) - 2. Как майский… (Fet) | Singstimme und Klavier                                      | 1908          | unveröffentlicht |
| 8B               | Sonett von Michelangelo in der russischen Übertragung von Tjutschew | Singstimme und Klavier                                      | 1909          | 1950 überarbeitet |
| 8C (22)          | „Flofion“, Heft 6 (5): Drei „Schulübungen“ - 1. Toccatina. Allegro giocosso in C-Dur - 2. Reproche. Adagio in e-Moll - 3. Cortege. Moderato ed energico in D-Dur | Klavier                                                     | 1907 bis 1908 | |
| 8D (23)          | „Ковыль“ („Federgras“) auf Worte von Balmont | Chor a cappella                                             | 1909          | unveröffentlicht |
| 9                | „Молчание“ („Silence“, „Das Schweigen“), sinfonische Dichtung nach dem gleichnamigen Poem von E. A. Poe | Sinfonieorchester                                           | 1909 bis 1910 | Vorlage ist eigentlich die gleichnamige Kurzgeschichte (vermutlich Übersetzungsfehler); Widmung: „Für Konstantin Saradschew“; Bearbeitung für Klavier zu vier Händen vom Komponisten (unveröffentlicht); Bearbeitung für zwei Klaviere zu je vier Händen von P. Lamm (unveröffentlicht)                                   |
| 9A (24)          | Ouvertüre in G-Dur | Sinfonieorchester                                           | 1909          | Orchestrierung der Klaviersonate op. 0P; 1949 überarbeitet |
| 9B (25, 26, 27)  | „Flofion“, Heft 7 (6): Drei Übungen - 1. Esquisse. Andante ma non troppo in C-Dur (1909) - 2. Mazurka. Lento e grazioso in E-Dur (1910) - 3. Epilogue. Andante elevato in Fis-Dur (1912) | Klavier                                                     | 1909 bis 1912 | unveröffentlicht; Onno van Rijen vertauscht die ersten beiden Sätze; S. Gulinskaja listet die Stücke als eigene Werke auf: Mazurka (25), Skizze (26) und Epilog (27). |
| 10               | Sinfonietta in A-Dur | Sinfonieorchester                                           | 1910 bis 1911 | Der zweite Satz ist ein Arrangement des Satzes „Plein-Air“ aus op. 0N; Bearbeitung für zwei Klaviere zu je vier Händen durch P. Lamm |
| 11               | 2. Sinfonie in cis-Moll - 1. Allegro - 2. Molto sostenuto. Adagio serioso, ma espressivo - 3. Presto | Sinfonieorchester                                           | 1910 bis 1911 | |
| 12               | 1. Violoncellosonate in D-Dur - 1. Adagio - 2. Andante - 3. Allegro passionato | Violoncello und Klavier                                     | 1911          | Zweite Fassung 1930 |
| 13               | 2. Klaviersonate in fis-Moll in einem Satz - Lento ma deciso – Allegro con moto e tenebroso | Klavier                                                     | 1912          | Widmung: „Für B. S. Sacharow“; 1948 überarbeitet |
| 13A (27)         | Epilog in Fis-Dur | Klavier                                                     | 1912          | unveröffentlicht; vermutlich identisch mit dem dritten Satz von op. 9B |
| 14               | „Аластор“ („Alastor“), Poem für Orchester nach Shelley in c-Moll | Sinfonieorchester                                           | 1912 bis 1913 | Widmung: „Für Sergej Prokofjew“; Bearbeitet für Klavier zu vier Händen vom Komponisten, 1927 im Musiksektor des Sowjetischen Staatsverlages herausgegeben; Bearbeitung für zwei Klaviere zu je vier Händen von P. Lamm, unveröffentlicht.                                                                                 |
| 15               | 3. Sinfonie in a-Moll - 1. Non troppo vivo, vigoroso - 2. Deciso e sdegnoso | Sinfonieorchester                                           | 1914          | Widmung: „Für B. W. Assafjew“ |
| 16               | „Предчувствия“ („Ahnungen“), Sechs Skizzen auf Worte von Sinaida Gippius - 1. Дар - 2. Большое спасибо - 3. Так ли? - 4. Заклинанье - 5. Внезапно - 6. Петухи | Singstimme und Klavier                                      | 1913 bis 1914 | |
| 16A (28)         | „Flofion“, Heft 8 (7): Skizzen und Fragmente - 1. Andante con troppo in c-Moll - 2. Allegro in G-Dur - 3. Andantino cantabile in G-Dur - 4. Largo in D-Dur - 5. Vivo in D-Dur - 6. Allegro fenebroso e fantastico in D-Dur - 7. Andantino cantabile - 8. Poco larghetto - 9. Tempestuoso in b-Moll - 10. Quieto in a-Moll - 11. Allegro giocoso e trionfante in E-Dur - 12. Lento in A-Dur - 13. Largo e pesante - 14. Andante in a-Moll - 15. Allegretto vivace in g-Moll - 16. Largo, ma non troppo in e-Moll - 17. Lento in G-Dur - 18. Sarabande. Andante molto, quasi larghetto in es-Moll - 19. Molto sostenuto ed espressivo in C-Dur | Klavier                                                     | 1917 bis 1919 | |
| 17               | 4. Sinfonie in e-Moll - 1. Andante, mesto e con sentimento - 2. Allegro appassionato ma non troppo vivo - 3. Largo, Freddo e senza espressione - 4. Allegro energico e marcato | Sinfonieorchester                                           | 1917 bis 1918 | Widmung: „Für W. W. Jakowlew“ |
| 18               | 5. Sinfonie in D-Dur - 1. Allegro amabile - 2. Lento - 3. Allegro burlando - 4. Allegro risoluto e con brio | Sinfonieorchester                                           | 1918 bis 1919 | Widmung: „Für Wiktor Michailowitsch Beljajew“ |
| 19               | 3. Klaviersonate in c-Moll in einem Satz - Con desiderio, improvisato – Molto meno mosso, con languidezzo | Klavier                                                     | 1920          | 1939 rekonstruiert |
| 20               | Sechs Gedichte von Alexander Blok - 1. Полный мксяц встал над лугом - 2. Ужасен холод вечеров - 3. Милый друг - 4. Медлительной чредой нисходит день осенний - 5. Встану я в утро туманное - 6. В ночь молчаливую | Singstimme und Klavier                                      | 1921          | Widmung: „Für M. G. Hube“ |
| 21               | „На склоне дня“ („Bei Tagesscheiden“), drei Skizzen auf Worte von Tjutschew - 1. Нам не дано предугадать - 2. Нет боле искр живых - 3. Как ни тяжел последний час | Singstimme und Klavier                                      | 1922          | Widmung: „Für Frau J. W. Koponossowa-Dershanowskaja“ |
| 21A (T1)         | Andante | Flöte und Klavier                                           | 1922          | Bearbeitung des zweiten Satzes aus dem Konzert für vier Violinen D-Dur von C. Ph. E. Bach; 1932 veröffentlicht |
| 22               | „Венок поблекший“ („Der welke Kranz“), Musik zu acht Gedichten von A. Delwig - 1. К чему на памятном листке - 2. Что ты, пастушка, приуныла - 3. Любовь («Что есть любовь…») - 4. Близость любимой («Блеснет заря…» из Гете) - 5. Жаворонок («Люблю я задуматься…») - 6. Нет, я не ваш… - 7. Песня («Как не больно сердца муки…») - 8. Осенняя картина («Когда земля отдаст плоды…») | Singstimme und Klavier                                      | 1925          | |
| 23               | 6. Sinfonie in es-Moll mit Chor ad libitum - 1. Poco Largamente. Allegro feroce - 2. Presto tenebroso - 3. Andante appassionato - 4. Molto vivace | Sinfonieorchester und gemischter Chor                       | 1921 bis 1923 | 1947 überarbeitet |
| 24               | 7. Sinfonie in h-Moll - 1. Andante sostenuto calmo. Allegro minaccioso, poco stravagante - 2. Andante. Allegro scherzando e tenebroso | Sinfonieorchester                                           | 1922          | Widmung: „Für Pawel Alexandrowitsch Lamm“ |
| 25               | „Причуды“ („Bizzarreries“, „Eccentricities“, „Grillen“), sechs Skizzen - 1. Andante semplice in a-Moll - 2. Allegro tenebroso e fantastico in h-Moll - 3. Largo e pesante in b-Moll - 4. Quieto in a-Moll - 5. Allegro vivace in g-Moll - 6. Molto sostenuto ed espressivo in fis-Moll | Klavier                                                     | 1917 bis 1922 | |
| 26               | 8. Sinfonie in A-Dur - 1. Andante. Allegro - 2. Allegro risoluto e con spirito - 3. Adagio - 4. Allegro deciso | Sinfonieorchester                                           | 1924 bis 1925 | Widmung: „Für Sergej Sergejewitsch Popow“ |
| 27               | 4. Klaviersonate in c-Moll - 1. Allegro moderato, irato - 2. Andante non troppo - 3. Allegro con brio | Klavier                                                     | 1924 bis 1925 | Widmung: „Für S. J. Feinberg“; 1946 überarbeitet |
| 27A (T2)         | „Aladina und Palomid“ | Zwei Klaviere zu je vier Händen                             | 1925          | Bearbeitung der gleichnamigen sinfonischen Dichtung von D. Melkich; unveröffentlicht |
| 27B (T3)         | „Prinzessin Marlene“ | Zwei Klaviere zu je vier Händen                             | 1926          | Bearbeitung des gleichnamigen Werkes von M. Steinberg; unveröffentlicht |
| 28               | 9. Sinfonie in e-Moll - 1. Andante sostenuto - 2. Presto - 3. Lento molto - 4. Allegro con grazia | Sinfonieorchester                                           | 1926 bis 1927 | Widmung: „Für Nikolai Andrejewitsch Malko“ |
| 29               | „Воспоминания“ („Erinnerungen“), sechs Stücke - 1. Напев (Andante semplice) - 2. Шутка (Vivace e fantastico) - 3. Безнадежность (Largo con afflitto) - 4. Воспоминание (Allegro malinconico) - 5. В бессоницу (Lentamente) - 6. Снежная жуть (Poco allegro) | Klavier                                                     | 1927          | |
| 30               | 10. Sinfonie in f-Moll in einem Satz - Un poco sostenuto. Allegro tumultuoso | Sinfonieorchester                                           | 1926 bis 1927 | Nach dem Gedicht „Der eherne Reiter“ von A. S. Puschkin und den Illustrationen von A. Benois; Widmung: „Für K. S. Saradschew“ |
| 31, 31A          | „Пожелтевшие страницы“ („Vergilbte Seiten“), sieben kleine einfache Sachen (Bagatellen) - 1. Andante in e-Moll - 2. Un poco sostenuto, melancolico e abbandonamente in c-Moll - 3. Andante cantabile e narrante in e-Moll - 4. Molto vivace e fantastico in C-Dur - 5. Molto calmo, ma non troppo lento in As-Dur - 6. Vivo in d-Moll - 7. Moderato in b-Moll | Klavier                                                     | 1928          | Widmung: „Für Frau A. A. Alawdina“; 1930 für Trompete und Klavier bearbeitet (op. 31A) |
| 31B (29)         | „Песня у станка“ („Lied an der Werkbank“) auf Worte von A. Besymenski | Singstimme und Klavier                                      | 1930          | unveröffentlicht |
| 31C (30)         | Zwei Militärmärsche - 1. Торжественный марш (Festlicher Marsch) in B-Dur - 2. Драматический марш (Dramatischer Marsch) in F-Dur | Blasorchester                                               | 1930          | |
| 31D (31)         | Drei Marschlieder für Massengesang auf Worte von N. Assejew, I. Frenkel und I. Stronganow - 1. «Крылья советов» - 2. «Дело доблести» - 3. «Летят самолеты» | Chor und Klavier                                            | 1931          | |
| 31E (32)         | Lied über Lenin auf Worte von A. Surkow | Chor und Klavier                                            | 1932          | |
| 31F (33)         | Lied über Karl Marx auf Worte von S. Kirssanow | Chor und Klavier                                            | 1932          | |
| 31G (34)         | Drei Soldaten- und Komsomolzenlieder auf Worte von W. Wischnjakow, S. Ostrowoj und A. Surkow - 1. «Пограничник» - 2. «Партизанская» - 3. «Походная» | Chor und Klavier                                            | 1934          | |
| 31G (35)         | „Слава советским пилотам“ („Ruhm den Sowjetpiloten“) nach Worten von A. Surkow | Vierstimmiger Chor a cappella                               | 1934          | vermutlich Fehler in der Aufzählung von Onno van Rijen |
| 31H, 31J (36)    | Präludium und Fughetta über den Namen Saradschew | Sinfonieorchester                                           | 1934          | unveröffentlicht; Verwendung eines Klavierstückes aus dem Jahr 1907; auch als Bearbeitung für Klavier zu vier Händen (Op. 31J); unveröffentlicht |
| 32 Nr. 1         | Serenade in Es-Dur - 1. Allegro marcato - 2. Andante - 3. Allegro vivo | Kleines Sinfonieorchester                                   | 1929          | Widmung: „Für Abram Isaakowitsch Dsimitrowski“ |
| 32 Nr. 2         | Sinfonietta in h-Moll - 1. Allegro pesante e serioso - 2. Theme avec variations - 3. Presto | Streichorchester                                            | 1929          | Widmung: „Für Alexander Fjodorowitsch Goedicke“ |
| 32 Nr. 3         | Lyrisches Concertino in G-Dur - 1. Allegretto - 2. Andante monotono - 3. Allegro giocoso | Flöte, Klarinette, Horn, Fagott, Harfe und Streichorchester | 1929          | Widmung: „Für Boris Wladimirowitsch Assafjew“ |
| 32A (T4)         | 3. Sinfonie von S. Prokofjew | Klavier zu vier Händen                                      | 1929          | Bearbeitung von S. Prokofjews 3. Sinfonie; unveröffentlicht |
| 32B (T5)         | 3. Sinfonie von M. Steinberg | Klavier zu vier Händen                                      | 1930          | Bearbeitung von M. Steinbergs 3. Sinfonie; 1930 veröffentlicht |
| 32C (T6)         | „Eine Nacht auf dem kahlen Berge“ von M. Mussorgski | Klavier zu vier Händen                                      | 1931          | Bearbeitung von M. Mussorgskis Werk; unveröffentlicht |
| 33 Nr. 1         | 1. Streichquartett in a-Moll - 1. Poco rubato ed agitato - 2. Allegro tenebroso - 3. Andante sostenuto - 4. Assai allegro | Streichquartett                                             | 1930          | |
| 33 Nr. 2         | 2. Streichquartett in c-Moll - 1. Allegro pesante - 2. Andante - 3. Vivace | Streichquartett                                             | 1930          | Widmung: „Für G. S. Gamburg“ |
| 33 Nr. 3         | 3. Streichquartett in d-Moll - 1. Allegro non troppo, malinconico - 2. Theme et Variations | Streichquartett                                             | 1930          | Überarbeitung einer Version von 1910 |
| 33 Nr. 4         | 4. Streichquartett in f-Moll - 1. Andante - 2. Allegretto risoluto - 3. Andante - 4. Allegro molto | Streichquartett                                             | 1937          | Überarbeitung einer Version von 1909 bis 1910 |
| 34               | 11. Sinfonie in b-Moll - 1. Lento. Allegro agitato - 2. Andante. Adagio, ma non troppo - 3. Precipitato. Allegro | Sinfonieorchester                                           | 1931 bis 1932 | Widmung: „Für Maximilian Ossejewitsch Steinberg“ |
| 35               | 12. Sinfonie in g-Moll „Oktobersinfonie“ - 1. Andante. Allegro giocoso. Andante - 2. Presto agitato - 3. Allegro festivo maestoso | Sinfonieorchester                                           | 1931 bis 1932 | Widmung: „Zum 15. Jahrestag der Oktoberrevolution“ |
| 36               | 13. Sinfonie in b-Moll - 1. Andante moderato - 2. Agitato molto e tenebroso - 3. Andante nostalgico | Sinfonieorchester                                           | 1933          | |
| 37               | 14. Sinfonie in C-Dur - 1. Allegro giocoso - 2. Andantino quasi allegretto - 3. Quasi presto - 4. Andante sostenuto - 5. Allegro con fuoco | Sinfonieorchester                                           | 1933          | Widmung: „Für W. L. Kubatzky“ |
| 38               | 15. Sinfonie in d-Moll - 1. Andante. Allegro appassionato - 2. Moderato assai - 3. Allegro molto ma con garbo - 4. Poco pesante. Allegro ma non troppo | Sinfonieorchester                                           | 1933 bis 1934 | |
| 39               | 16. Sinfonie in F-Dur, "Der Luftfahrt" - 1. Allegro vivace - 2. Andantino e simplice - 3. Sostenuto. Andante marciale, ma sostenuto - 4. Tempo precedente. Allegro ma non troppo | Sinfonieorchester                                           | 1933 bis 1934 | Widmung: „Für das Orchester der Moskauer Staatlichen Philharmonie“ |
| 40               | Zwölf Romanzen auf Worte von Lermontow - 1. Казачья колыбельная песня - 2. Выхожу один я на дорогу… - 3. Нет, не тебя так пылко я люблю… - 4. К портрету - 5. Солнце - 6. Они любили друг друга… - 7. В альбом - 8. Романс - 9. Она поет… - 10. Не плчь, не плачь, мое дитя… - 11. Из альбома - 12. Прости! Мы не встретимся боле… | Singstimme und Klavier                                      | 1935 bis 1936 | |
| 40A (T7)         | „Herbst“ von S. Prokofjew | Zwei Klaviere zu je vier Händen                             | 1935          | Bearbeitung von S. Prokofjews sinfonischer Dichtung; unveröffentlicht |
| 40B (T8)         | „Ägyptische Nächte“ von S. Prokofjew | Klavier zu vier Händen                                      | 1935          | Bearbeitung von S. Prokofjews sinfonischer Suite aus der gleichnamigen Schauspielmusik; unveröffentlicht |
| 40C (37)         | „Жить стало лучше“ („Das Leben ist leichter geworden…“), Lied nach Worten von W. Lebedew-Kumatsch | Singstimme und Klavier                                      | 1936          | unveröffentlicht |
| 40D              | „To Romain Rolland“, Lied auf Worte von K. Lakuti | Singstimme und Klavier                                      | 1936          | Dieses Werk findet sich nur in der Liste von Onno van Rijen |
| 41               | 17. Sinfonie in gis-Moll - 1. Lento. Allegro molto agitato - 2. Lento assai. Andantino, ma non troppo - 3. Allegro,poco vivace - 4. Andante. Allegro molto animato | Sinfonieorchester                                           | 1936 bis 1937 | Widmung: „Für Alexander Wassiljewitsch Gauk“ |
| 42               | 18. Sinfonie in C-Dur - 1. Allegro risoluto - 2. Lento ma non troppo. Andante narrante - 3. Allegro giocoso | Sinfonieorchester                                           | 1937          | Widmung: „Zum XX. Jahrestag der Oktoberrevolution“ |
| 43 Nr. 1         | Zehn sehr leichte Stücke - 1. Весеннее настроение - 2. Наперегонки - 3. Тревожная колыбельная - 4. Грустный напев - 5. Танец - 6. Беззаботная песенка - 7. Вроде вальса - 8. Полевая песня - 9. Древняя повесть - 10. Марш | Klavier                                                     | 1938          | Beinhaltet überarbeitete Werke von 1908 und 1917 |
| 43 Nr. 2         | Vier leichte Stücke in polyphoner Setzart - 1. Элегическое настроение (Фуга) - 2. Охотничья перекличка (Фуга) - 3. Маленький дуэт (Канон) - 4. В старинном стиле (Фуга) | Klavier                                                     | 1938          | Überarbeitete Version von einem Werk von 1907 |
| 43 Nr. 3         | Schlichte Variationen, lyrische Suite in D-Dur - 1. Piu mosso - 2. Andante espressivo - 3. Largo - 4. Allegretto grazioso - 5. Moderato maestoso ed energico - 6. Lento | Klavier                                                     | 1937          | Überarbeitung von einem Werk von 1908 |
| 44               | Konzert für Violine und Orchester in d-Moll - 1. Allegro - 2. Adagio - 3. Allegro giocoso | Violine und Sinfonieorchester                               | 1938          | Widmung: „Für D. F. Oistrach“ |
| 45               | Drei Skizzen auf Worte von S. Stschipatschow und L. Kwitko - 1. О цветке - 2. «Березка» - 3. Разговор | Singstimme und Klavier                                      | 1939          | Widmung: „Für A. I. Okajemow“ |
| 46               | 19. Sinfonie in Es-Dur - 1. Maestoso. Allegro giocoso - 2. Moderato - 3. Andante serioso - 4. Poco Maestoso – Vivo | Blasorchester                                               | 1939          | Widmung: „Zum XXI. Jahrestag der Gründung der Roten Armee“ |
| 46A              | Zwei Stücke - 1. Andante serioso e pietoso - 2. Moderato | Violine, Violoncello und Streichorchester                   | 1939          | |
| 47               | 5. Streichquartett in e-Moll - 1. Allegro tranquillo - 2. Molto vivo, sussurando - 3. Andantino simplice - 4. Allegro molte e con brio | Streichquartett                                             | 1938 bis 1939 | Widmung: „Für W. J. Schebalin“ |
| 47A              | Scherzo des 5. Streichquartetts | Klavier                                                     | 1938 bis 1939 | Bearbeitung des Scherzos des 5. Streichquartetts |
| 48               | Begrüßungs-Ouvertüre in C-Dur | Sinfonieorchester                                           | 1939          | |
| 48A              | Vier (Drei, Zwei) Lieder für die Flieger und Seeleute im Polargebiet auf Worte von M. Swetlow und J. Selwenski - 1. «Песня гордости» (слова неизвестного автора) - 2. «Над полярным морем» (слова М.Светлова) – 2 варианта - 3. «Песня моряков-полярников» (слова Ю. Зельвенского) - 4.? | Gesang                                                      | 1939          | |
| 49               | 6. Streichquartett in g-Moll - 1. Moderato - 2. Allegro vivo - 3. Adagio - 4. Allegro con fuoco | Streichquartett                                             | 1939 bis 1940 | Widmung: „Für das Staatliche Beethoven-Quartett“ |
| 50               | 20. Sinfonie in E-Dur - 1. Allegro con spirito - 2. Adagio - 3. Allegro inquieto | Sinfonieorchester                                           | 1940          | Widmung: „Für J. A. Schaporin“ |
| 51               | 21. Sinfonie in fis-Moll in einem Satz - Andante sostenuto – Allegro non troppo ma con impeto – Andante | Sinfonieorchester                                           | 1940          | |
| 52               | Gesänge auf Verse von Stepan Stschipatschow, zehn Romanzen - 1. Русый ветер - 2. У родника - 3. Мне кажется порой… - 4. Подсолнух - 5. Приметы - 6. Тебе - 7. Легко, любимая, с тобой - 8. Эльбрус и самолет - 9. Взглянув на карточку - 10. У моря | Mittlere Stimme und Klavier                                 | 1940          | |
| 53               | Zwei Märsche - Nr. 1 in f-Moll - Nr. 2 in F-Dur | Blasorchester                                               | 1941          | |
| 53A und 53D (39) | Zwei Massenlieder auf Worte von M. Swetlow und W. Winnikow - 1. «Боец молодой» (Swetlow) - 2. «Боевой приказ» (Winnikow) | Singstimme und Klavier                                      | 1941          | S. Gulinskaja und die offizielle Mjaskowski-Website fassen die beiden Werke zusammen, Onno van Rijen listet sie einzeln als op. 53A und op. 53D auf |
| 53B (T9)         | „Das Jahr 1941“ von S. Prokofjew | Klavier zu vier Händen                                      | 1941          | unveröffentlicht; Bearbeitung von S. Prokofjews sinfonischer Suite |
| 53C              | „Походная песня“ nach einem Text von M. Issakowski | Männerchor a cappella                                       | 1941          | Dieses Werk fehlt in der Auflistung von S. Gulinskaja |
| 54               | 22. Sinfonie in h-Moll „Ballade“ - 1. Lento. Allegro non troppo - 2. Andante con duolo - 3. Allegro energico, ma non troppo vivo | Sinfonieorchester                                           | 1941          | |
| 55               | 7. Streichquartett in F-Dur - 1. Andantino - 2. Vivace e Fantastico - 3. Andante con moto - 4. Vivacissimo | Streichquartett                                             | 1941          | Widmung: „Für J. M. Gudkow“ |
| 56               | 23. Sinfonie in a-Moll „Sinfonische Suite“ - 1. Lento. Allegro alla marcia. Lento - 2. Andante molto sostenuto - 3. Allegro vivace | Sinfonieorchester                                           | 1941          | |
| 57               | Klaviersonatine in e-moll - 1. Moderato piu cantabile - 2. Narrante lugubre - 3. Molto vivo ed agitato | Klavier                                                     | 1942          | |
| 58               | „Lied und Rhapsodie“, Prelude und Rondo-Sonate in b-Moll | Klavier                                                     | 1942          | |
| 59               | 8. Streichquartett in fis-Moll - 1. Allegro moderato - 2. Adagio - 3. Allegro dramatico | Streichquartett                                             | 1942          | Widmung: „Zum Gedenken an S. P. Feldman“ |
| 60               | Dramatische Ouvertüre in g-Moll | Blasorchester                                               | 1942          | |
| 61               | Poem „Kirow lebt!“, Kantate nach dem Text des gleichnamigen Poems von N. Tichonow in d-Moll - 1. Larghetto marciale - 2. Andantino tenebroso - 3. Larghetto marciale. Moderato - 4. Allegro agitato. Maestoso | Mezzosopran, Bariton, gemischter Chor und Sinfonieorchester | 1942 bis 1943 | Widmung: „Dem Beethoven-Quartett anläßlich seines zwanzigjährigen Bestehens“; Widmung ist vermutlich ein Fehler in der Auflistung von S. Gulinskaja und der offiziellen Mjaskowski-Website |
| 62               | 9. Streichquartett in d-Moll - 1. Allegro inquieto - 2. Andante espressionato - 3. Allegro con brio | Streichquartett                                             | 1943          | Widmung: „Dem Beethoven-Quartett anläßlich seines zwanzigjährigen Bestehens“; Widmung wurde vermutlich fälschlicherweise op. 61 zugewiesen, op. 62 ist aber wahrscheinlicher, da das Werk auch vom Beethoven-Quartett uraufgeführt wurde und in der Auflistung von S. Gulinskaja vermutlich auf Grund eines Fehlers fehlt |
| 63               | 24. Sinfonie in f-Moll - 1. Allegro deciso - 2. Molto sostenuto - 3. Allegro appassionato | Sinfonieorchester                                           | 1943          | Widmung: „Dem Andenken Wladimir Wladimirowitsch Dershanowskis gewidmet“ |
| 64 Nr. 1         | 5. Klaviersonate in H-Dur „Nach alten Skizzen“ - 1. Allegretto capricioso - 2. Largo e pesante - 3. Vivo - 4. Allegro energico | Klavier                                                     | 1944          | Erste Skizzen 1907 bis 1908; Erste Überarbeitung 1917; Zweite Überarbeitung 1944 |
| 64 Nr. 2         | 6. Klaviersonate in As-Dur „Nach alten Skizzen“ - 1. Allegro ma non troppo - 2. Andante con sentimente - 3. Molto vivo | Klavier                                                     | 1944          | Erste Skizzen 1908 |
| 65               | „Звенья“, („Kettenglieder“) sechs Skizzen - 1. Введение - 2. Воспоминание о танце - 3. Дифирамб - 4. Раздумье - 5. Успокоение - 6. Шествие | Sinfonieorchester                                           | 1944 bis 1945 | |
| 65A (T10)        | Drei Romanzen und Kavatina aus der Oper „Fürst Igor“ von A. Borodin | Streichquartett                                             | 1944          | unveröffentlicht; Bearbeitung von Borodins Klavier- beziehungsweise Orchesterbegleitung zur Oper |
| 66               | Konzert für Violoncello und Orchester in c-Moll - 1. Lento, ma non troppo - 2. Allegro vivace | Violoncello und Sinfonieorchester                           | 1944          | Widmung: „Für S. N. Knuschewitzki“ |
| 67 Nr. 1         | 10. Streichquartett in F-Dur „Nach alten Skizzen“ - 1. Allegro non troppo - 2. Vivo scherzando - 3. Andante con moto lagrimabile - 4. Allegro molto e con brio | Streichquartett                                             | 1945          | Erste Skizzen 1907 |
| 67 Nr. 2         | 11. Streichquartett in Es-Dur „Erinnerungen“ - 1. Allegro tranquillo - 2. Andante con moto - 3. Allegretto pensieroso - 4. Allegro non troppo giocoso | Streichquartett                                             | 1945          | |
| 68               | 2. Sinfonietta in a-Moll - 1. Prelude and Fuguette: Allegro molto. Largo pesante - 2. Gavotte: Andantino graciozo - 3. Andante elevato - 4. Allegro con fuoco | Streichorchester                                            | 1945 bis 1946 | |
| 69               | 25. Sinfonie in Des-Dur - 1. Adagio. Andante - 2. Moderato - 3. Allegro impetuoso | Sinfonieorchester                                           | 1946          | Widmung: „Für L. T. Atowmjan“ |
| 70               | Violinsonate in F-Dur - 1. Allegro amabile - 2. Thema mit Variationen: Andante con moto a molto cantabile | Violine und Klavier                                         | 1946 bis 1947 | |
| 71               | „Slawische Rhapsodie“, Ouvertüren-Fantasie auf altslawische Themen aus dem 16. Jahrhundert in d-Moll | Sinfonieorchester                                           | 1946          | Widmung: „Für Igor Fjodorowitsch Belsa“ |
| 72               | „Lyrisches Buch“, sechs Romanzen auf Worte von M. Mendelson und Robert Burns - 1. Забуду ли тебя - 2. Как парус что мелькнет порою… - 3. День безоблачный апреля - 4. Как часто ночью - 5. Мое сердце в горах…(из Бернса) - 6. Мэри (из Бернса) | Sopran und Klavier                                          | 1946          | Widmung: „Für Mira Mendelson“ |
| 72A, 72B (40)    | Entwurf für eine Hymne der RSFSR | Chor und Orchester                                          | 1946          | auch als Version für Chor und Klavierbegleitung (op. 72B), beide unveröffentlicht |
| 73               | „Стилизации“ („Stilisierungen“), neun Stücke in Form alter Tänze - 1. Причудливое шествие (Große Prozession) - 2. Мазурка (Mazurka) - 3. Гавот (Gavotte) - 4. Вальс (Walzer) - 5. Полька (Polka) - 6. Менуэт (Menuett) - 7. Сицилиана (Siciliana) - 8. Галоп (или экосез) (Galopp) - 9. Полонез (Polonaise) | Klavier                                                     | 1946          | |
| 74               | „Из прошлого“ („Aus der Vergangenheit“), sechs Improvisationen - 1. Вступление - 2. Порыв - 3. В драме - 4. Звоны - 5. Сумрак - 6. Конец сказки | Klavier                                                     | 1947          | Erste Skizzen 1906 bis 1907 |
| 75               | Nocturno „Кремль ночью“ („Der Kreml bei Nacht“), Kantate auf Worte von S. Wassiljew | Tenor oder Sopran, Chor und Sinfonieorchester               | 1947          | Widmung: „Zum XXX. Jahrestag der Großen Oktoberrevolution“ |
| 76               | „Pathetische Ouvertüre“ in c-Moll | Sinfonieorchester                                           | 1947          | Widmung: „Zum 30. Jahrestag der Sowjetarmee“ |
| 77               | 12. Streichquartett in G-Dur - 1. Andante. Allegro - 2. Allegro fantastico - 3. Andante con espressivo - 4. Allegro non troppo | Streichquartett                                             | 1947          | Widmung: „Für D. B. Kabalewski“ |
| 78               | Polyphone Skizzen, zwei Hefte - Heft 1: 3 легкие фуги - 1. ре минор (двухголосная) - 2. ре мажор (двухголосная) - 3. соль минор (двухголосная) - Heft 2: 3 более трудные фуги - 1. си минор (трехголосная, простая) - 2. си бемоль минор (трехголосная, простая) - 3. фа диез минор (четырехголосная, двойная) | Klavier                                                     | 1948          | |
| 79               | 26. Sinfonie in C-Dur „Über russische Themen“ - 1. Andante sostenuto. Allegro - 2. Andante quasi lento - 3. Adagio. Allegro maestoso | Sinfonieorchester                                           | 1948          | |
| 80               | Divertimento in Es-Dur - 1. Allegro ma non troppo (Valse) - 2. Adagio (Nocturne) - 3. Presto (Tarantella) | Sinfonieorchester                                           | 1948          | |
| 81               | 2. Violoncellosonate in a-Moll - 1. Allegro moderato - 2. Andante cantabile - 3. Allegro con spirito | Violoncello und Klavier                                     | 1948 bis 1949 | Widmung: „Für M. L. Rostropowitsch“ |
| 82               | 7. Klaviersonate in C-Dur - 1. Соната. Allegro moderato - 2. Элегия. Andante pensieroso - 3. Пляска-рондо. Allegro giocoso | Klavier                                                     | 1949          | |
| 83               | 8. Klaviersonate in d-Moll - 1. Баркаролла-сонатина. Allegretto - 2. Песня-идиллия. Andante cantabile - 3. Хоровод рондо. Vivo | Klavier                                                     | 1949          | |
| 84               | 9. Klaviersonate in F-Dur - 1. Светлые образы – сонатина - 2. Повествование. Andante sostenuto - 3. Неудержтимое стремление. Rondo | Klavier                                                     | 1949          | |
| 85               | 27. Sinfonie in c-Moll - 1. Adagio. Allegro animato - 2. Adagio - 3. Presto ma non troppo – Marciale – Tempo I | Sinfonieorchester                                           | 1949          | |
| 86               | 13. Streichquartett in a-Moll - 1. Moderato - 2. Presto fantastico - 3. Andante con moto e molto cantabile - 4. Molto vivo, energico | Streichquartett                                             | 1949          | Widmung: „Für das Beethoven-Quartett“ |
| 87               | „За многие годы“ („Aus vielen Jahren“), Sammlung von 15 Romanzen und Liedern auf Worte verschiedener Autoren - 1. Так и рвется душа… (А. Кольцов), 1901 - 2. Барельеф (А.Голенищев-Кутузов), 1903 - 3. Из вод подымая головку…(А. Толстой). 1903 - 4. Я, потушив огонь… (Л. Ярманкина), 1903 - 5. Сумерки (С. Феррари). 1904 - 6. Песня сборщиков (В. Брюсов), 1906 - 7. В борьбе с тяжелою судьбой… (Е. Баратынский), 1908 - 8. Все мысль да мысль… (У. Баратынский). 1908 - 9. Я не скорблю (Э.По, перевод К. Бальмонта), 1908 - 10. Сонет «Молчи, прошу, не смей меня будить…» (Микеланджело – Ф. Тютчев). 1909 - 11. Запевка («На крышах теплых…», В. Наседкин), 1933 - 12. Колхозная осень (А. Ерикеев), 1935 - 13. Колыбельная. Песня испанской матери, уходящей на фронт (Т. Сикорская), 1936 - 14. Песня от всей души (Джамбул), 1936 - 15. Ромену Роллану (А. Лахути), 1936 | Gesang                                                      | 1950          | Sammlung von Werken aus den Jahren 1901 bis 1936 |